# Nikolaï Loukachenko
 (juin 2021).
Si vous disposez d'ouvrages ou d'articles de référence ou si vous connaissez des sites web de qualité traitant du thème abordé ici, merci de compléter l'article en donnant les références utiles à sa vérifiabilité et en les liant à la section « Notes et références ».
Nikolaï Aleksandrovitch Loukachenko (en biélorusse: Мікалай Аляксандравіч Лукашэнка, en russe: Николай Александрович Лукашенко), né le 31 août 2004 à Minsk, est le troisième fils d'Alexandre Loukachenko, président de la République de Biélorussie depuis 1994.

## Biographie

### Enfance et éducation
Nikolaï Loukachenko naît à Minsk, capitale de Biélorussie, le 31 août 2004. Il est le fils du président de la République, Alexandre Loukachenko. Nikolaï a deux frères. Il n’y a pas eu de commentaire officiel de la part de l'État biélorusse concernant l’identité de la mère de Nikolaï. Cependant, selon une version largement répandue, sa mère est Irina Abelskaya, une ancienne médecin personnelle d’Alexandre Loukachenko. Alexandre Loukachenko reste officiellement marié à sa femme Galina, bien que le couple n’ait pas vécu ensemble et n'ait pas été aperçu ensemble au cours des trois dernières décennies. Nikolai a deux demi-frères du côté d’Alexandre  et un demi-frère (présumé) du côté de sa mère, Dzmitry Jauhienavicz Abielski. Dans une interview de 2016, Irina a semblé faire implicitement référence à Nikolai lorsqu’on lui a demandé si elle aimerait que son « plus jeune fils » devienne médecin car elle vient d’une famille de médecins. Sa réponse a été qu’elle aimerait qu’il « aie bonne éducation, choisisse une profession intéressante, aime son travail, en profite et apporte des avantages et de la joie aux autres ». En 2011, Nikolaï Loukachenko est entré à l’école secondaire Ostroshitsko-Gorodok. En 2020, il est entré à l'université d'État de Biélorussie.

### Vie publique et apparitions
Nikolaï Loukachenko est apparu en public pour la première fois en 2008. Il a attiré l’attention des médias car son père, le président Alexandre Loukachenko, l’a fréquemment emmené à des cérémonies officielles et à des visites d’État, y compris des réunions avec le président vénézuélien Hugo Chávez, le président russe Dmitri Medvedev, le pape Benoît XVI et le président américain Barack Obama. Il a attiré davantage l’attention des médias en 2013, quand Alexandre Loukachenko a déclaré que son fils deviendrait un jour président après lui, provoquant de nombreuses spéculations dans la presse sur une possible succession présidentielle héréditaire. En 2015, Loukachenko, à l’âge de 10 ans, a participé à une session de l'Assemblée générale des Nations unies. En juin 2020, lui et son père ont assisté au défilé du jour de la victoire à Moscou sur la place Rouge. Lors des manifestations d'août 2020, qui ont suivi l'élection présidentielle, Nikolaï a été aperçu aux côtés de son père, près du palais présidentiel de Minsk, habillé d'un gilet pare-balles, et portant une Kalachnikov.

### Vie privée
Nikolaï Loukachenko parle biélorusse, russe, anglais et apprend l’espagnol. Il prend des cours de piano depuis l’âge de 9 ans.